# Krieg der Himmlischen Pferde
Der Krieg der Himmlischen Pferde oder auch der Han-Dayuan-Krieg (chinesisch 汉攻大宛之战) von 104 bis 101 v. Chr. war eine militärische Auseinandersetzung zwischen der chinesischen Han-Dynastie und dem Volk der Dayuan (chinesisch 大宛), welche mit einem Sieg der Han endete. Die Dayuan waren nach Ansicht vieler Forscher wahrscheinlich griechische Siedler, die in der Folge des Alexanderzuges nach Zentralasien gelangt waren.
Dem chinesische Kaiser Wu von Han wurde von großen und starken Pferden (Himmlische Pferde) der Dayuan berichtet, die ihm im Kampf gegen die Xiongnu (chinesisch 匈奴) in der heutigen Mongolei nützen würden. Daraufhin entsandte er eine Handelsmission mit dem Auftrag, diese zu erwerben. Aus unbekannten Gründen ermordeten die Dayuan jedoch die Gesandten des Kaisers und beschlagnahmten deren Handelsgüter und Gold. Als Antwort auf diese Provokation schickte Kaiser Wu zwei Expeditionsarmeen nach Dayuan, um dessen Hauptstadt Eshi (Alexandria Eschate?) einzunehmen.
Nach der Eroberung der Stadt waren die Dayuan gezwungen, einen den Han gefälligen König einzusetzen und ihnen die geforderten Pferde abzutreten. Diese Pferde erlaubten es den Han, ihre Kavallerie zu verstärken und die Xiongnu im Han-Xiongnu-Krieg zu besiegen.

## Hintergrund

### Xiongnu
Die Xiongnu tauchen erstmals im Jahr 215 v. Chr. zur Zeit des ersten Kaisers Qin Shi Huang Di in den chinesischen Quellen auf. Da es den Han-Kaisern nicht gelang, diese zu unterwerfen, versuchten diese im Rahmen der heqin-Politik (chinesisch 和亲) die Xiongnu mit Tributzahlungen und Heiratsverträgen zu besänftigen. Dabei wurden die Xiongnu wirtschaftlich abhängig von den chinesischen Zahlungen und waren somit auf das Kaiserreich angewiesen. Kaiser Wu von Han entschied jedoch, die Tributzahlungen einzustellen, und beschloss, die Xiongnu zu unterwerfen.

### Dayuan
Die Dayuan lebten im Ferghanatal im heutigen Tadschikistan. Der chinesische Entdecker und Diplomat Zhang Qian beschreibt das Land im Jahr 130 v. Chr. wie folgt:
„Dayuan liegt südwestlich des Landes der Xiongnu, etwa 10.000 Li (5000 km) westlich von China. Seine Einwohner sind sesshaft, bestellen ihre Felder und pflanzen Weizen. Sie stellen auch Wein aus Trauben her. Das Volk wohnt in Häusern, die in befestigten Städten stehen. Es gibt in dieser Region etwa siebzig Städte von unterschiedlicher Größe. Das Volk zählt mehrere Hunderttausend.“
 Heute wird, wie gesagt, zumeist angenommen, dass es sich bei den Dayuan um die Nachfahren der makedonischen und griechischen Siedler in Zentralasien handelt, welche von Alexander dem Großen um 329 v. Chr. in der Stadt Alexandria Eschate im Ferghanatal angesiedelt wurden. Trifft dies zu, so würde Dayuan (wörtlich: Große Yuan) eigentlich Große Ionier bzw. Große Griechen bedeuten. Ehemals Teil des seleukidischen und später des griechisch-baktrischen Reiches, waren diese Siedler allerdings seit dem Einfall der Yuezhi 160 v. Chr. wohl weitgehend vom Rest der hellenistischen Welt isoliert.
Die Han unterhielten schon seit längerer Zeit Handelsbeziehungen mit den Dayuan und profitierten von deren Gütern und Wissen. Als die Handelsmission Kaiser Wus eintraf, geriet diese jedoch aus unbekannten Gründen in Konflikt mit den Dayuan und wurde hingerichtet, da die Dayuan auf Grund der Entfernung zu den Han deren militärische Stärke wohl nicht fürchteten. Der erzürnte Kaiser sandte daraufhin eine Strafmission unter Befehl Li Guanglis, dem Bruder einer seiner Konkubinen, ins Ferghanatal.

## Erste Expedition
Der ersten Expedition wurde wenig Bedeutung beigemessen, da die Han ihren Gegner und die schwierigen Marschbedingungen stark unterschätzten. So beschreibt der chinesische Historiker Sima Qian den chinesischen Plan wie folgt:
„Die Armee der Dayuan ist schwach; wenn wir sie mit mindestens 3000 chinesischen Soldaten, die mit Armbrüsten bewaffnet sind, angreifen, können wir sicher sein, sie zu überwinden.“
Im Herbst des Jahres 104 v. Chr. begann General Li Guangli unter Kaiser Wu von Han seinen Feldzug gegen die Dayuan. Mit 20.000 Fußsoldaten und 6000 Reitern durchquerte er die Taklamakan-Wüste im heutigen Xianjiang. Weil die Bewohner der Wüste sich weigerten, Lis Armee mit Wasser und Essen zu versorgen, war dieser gezwungen, die Oasenstädte anzugreifen. Allerdings gelang es nicht immer, die Städte zu erobern, und die Armee begann zu hungern. Als Li schließlich Dayuan erreicht hatte, war er nicht mehr in der Lage, seinen Feldzug fortzuführen. Nach einer Niederlage bei Yucheng zog sich die chinesische Armee zurück.

## Zweite Expedition
Der zweite chinesische Feldzug im Jahr 102 v. Chr. wurde weitaus besser vorbereitet: Li Guangli standen nun angeblich 60.000 Fußsoldaten und 30.000 Reiter zur Verfügung. Aufgrund dieser Übermacht ergaben sich dieses Mal auch die meisten Oasenstädte. Die einzige Ausnahme bildet hier Luntai, dessen Bevölkerung Li massakrieren ließ. Trotzdem forderte das harsche Wüstenklima seinen Tribut. Als Li Dayuan erreichte, hatte er laut den Quellen bereits die Hälfte seiner Armee verloren.
Um den Widerstand der Dayuan zu brechen, belagerte Li deren Hauptstadt Eshi, bei der es sich vermutlich um (Alexandria) Eschate handelte. Nach 40 Tagen gelang es den Han, die zuvor die Wasserzufuhr der Stadt unterbrochen hatten, die äußere Mauer zu durchbrechen und den gegnerischen Befehlshaber, der von den Chinesen Jianmi genannt wurde, gefangen zu nehmen. Der Adel der Stadt zog sich zuerst hinter die innere Stadtmauer zurück, entschloss sich dann aber, sich zu ergeben. Ihr König, der in den Quellen als Wugua erscheint, wurde geköpft und sein Kopf als Zeichen des guten Willens an Li geschickt. Außerdem erhielten die Han die von ihnen so begehrten 3000 Ferghanapferde. Bevor er sich zurückzog, installierte Li noch den Han-freundlichen Adeligen Meicai (chinesisch 昧蔡) auf dem Thron Dayuans.